# 水边镇 (峡江县)
水边镇，是中华人民共和国江西省吉安市峡江县下辖的一个乡镇级行政单位。

## 行政区划
水边镇下辖以下地区：
百花社区、石阳社区、沂溪社区、分界村、众村、佩贝村、颖溪村、何君村、北龙村、郭正村、下痕村、湖洲村和馆头村。

## 交通
- 京九铁路：峡江站

## 中国传统村落
2013年8月，何君村、湖洲村、沂溪村被评为第二批中国传统村落。